# Ланнівська селищна територіальна громада
Ланнівська сільська територіальна громада — територіальна громада в Україні, в Полтавському районі Полтавської області. Адміністративний центр — селище Ланна.
Площа громади — 96,77 км², населення — 3839 мешканців (2018) (без Верхньоланнівської с/р). 7018 мешканців(2024).
Утворена 27 квітня 2017 року шляхом об'єднання Ланнівської та Нижньоланнівської сільських рад Карлівського району.
7 серпня 2019 року внаслідок добровільного приєднання до громади приєдналася Верхньоланнівська сільська рада.
19 липня 2020 року, в результаті адміністративно - територіальної реформи та ліквідації Карлівського району, громада увійшла до складу новоутвореного Полтавського району Полтавської області.

## Населені пункти
До складу громади входять 1 селище (Ланна) і 10 сіл: Верхня Ланна, Климівка, Коржиха, Куми, Львівське, Нижня Ланна, Редути, Федорівка, Холодне Плесо та Чалівка.